# Восточноафриканский флорин
Восточноафриканский флорин (англ. East African florin) — денежная единица Британской Восточной Африки в 1920—1921 годах. Флорин = 100 центов.

## История
В декабре 1919 года в Лондоне был создан Валютный совет Восточной Африки, которому было передано право эмиссии на территории протектората.
В 1920 году введена новая валюта протектората — восточноафриканский флорин, заменившая ранее обращавшиеся индийскую рупию и восточноафриканскую рупию в соотношении 1:1. Восточноафриканский флорин был приравнен к английскому флорину, равному 1⁄10 фунта стерлингов.
В 1921 году вместо флорина введена новая денежная единица — восточноафриканский шиллинг, 1 флорин = 2 шиллинга.

## Монеты и банкноты
Чеканились монеты в 1, 5, 10, 25, 50 центов, 1 флорин. Значительная часть отчеканенных монет фактически не была выпущена в обращение.
На банкнотах номиналом в 10 флоринов и выше номинал обозначался во флоринах и фунтах. Выпускались банкноты в 1, 5 флоринов, 10 флоринов — 1 фунт, 20 флоринов — 2 фунта, 50 флоринов — 5 фунтов, 100 флоринов — 10 фунтов, 500 флоринов — 50 фунтов.